# Анішоара Сорохан
Анішоара Сорохан (9 лютого 1963) — румунська академічна веслувальниця.
Олімпійська чемпіонка 1984 року в складі парної четвірки, бронзова призерка 1988 року в складі парної четвірки.
Срібна призерка Чемпіонату світу 1986 року в складі парної четвірки, бронзова призерка 1985 року в складі парної четвірки.